# Festival du film indonésien 2021
Le Festival du film indonésien 2021 est la 41e édition du Festival du film indonésien, organisé par l'Agence indonésienne du film et le ministère indonésien de l'Éducation, de la Culture, de la Recherche et de la Technologie. La cérémonie de remise des prix a eu lieu le 10 novembre 2021, au Jakarta Convention Center et a été diffusée par Kompas TV.
La date a été choisie pour coïncider avec la Journée des Héros et ainsi élever Usmar Ismail, pionnier du cinéma indonésien, au rang de héros national. Cette édition du festival porte sur le thème de L'histoire du cinéma et des nouveaux médias et le sous-thème Échanger sur les différents genres du cinéma indonésien.
Le jury de la 41e édition a été présidé par le réalisateur indonésien Garin Nugroho.

## Présentateurs et intervenants
- Tissa Biani, maîtresse de cérémonie
- Prilly Latuconsina, maîtresse de cérémonie
- Angga Yunanda, maître de cérémonie
- Jefri Nichol, maître de cérémonie
- Noble Bhishma, pour la remise du meilleur court métrage de fiction, du meilleur court métrage d'animation et du meilleur film d'animation
- Mira Lesmana, pour la remise du meilleur court métrage documentaire et du meilleur film documentaire
- Luna Mayan, pour la remise des meilleurs décors et des meilleurs maquillages et coiffures
- Slamet Rahardjo, pour la remise des meilleurs décors et de la meilleure photographie
- Dian Sastrowardoyo pour la remise de la meilleure critique de film et de l'acteur préféré du public
- Rano Karno, pour la remise du film préféré du public et de l'actrice préférée du public
- Djenar Maesa Ayu, pour la remise de la meilleure adaptation et du meilleur scénario original
- Jourdy Pranata, pour la remise du meilleur montage et des meilleurs effets visuels
- Dea Panendra, pour la remise de la meilleure musique originale, de la meilleure chanson original et du meilleur son
- Vino Bastian, pour la remise de la meilleure actrice dans un second rôle
- Marsha Timothée, pour la remise du meilleur acteur dans un second rôle
- Couper Mini Théo, pour la remise du meilleur acteur
- Lukman Sardi, pour la remise du prix de la meilleure actrice
- Hanung Bramantyo, pour la remise de la meilleure réalisation
- Nadiem Makarim, pour la remise du meilleur film

## Palmarès
Le 3 septembre 2021, le comité du FFI a annoncé les trente longs métrages qui ont passé la sélection initiale du Festival du film indonésien 2021.

### Meilleur film
- Penyalin Cahaya de Wregas Bhanuteja, produit par Adi Ekatama et Ajish Dibyo
  - Ali & Ratu Ratu Queens de Lucky Kuswandi, produit par Muhammad Zaidi et Meiske Taurisia
  - Bidadari Mencari Sayap d'Aria Kusumadewa, produit par Deddy Mizwar
  - Cinta Bete de Roy Lolang, produit par Muspita Leni Lolang
  - Paranoia de Riri Riza, produit par Mira Lesmana
  - Preman de Randolph Zaini, produit par Randolph Zaini et Ryan Ricardo
  - Yuni de Kamila Andini, produit par Ifa Isfansyah et Chand Parwez Servia

### Meilleur réalisateur
- Wregas Bhanuteja pour Penyalin Cahaya
  - Aria Kusumadewa pour Bidadari Mencari Sayap
  - Kamila Andini pour Yuni
  - Lucky Kuswandi pour Ali & Ratu Ratu Queens
  - Randolph Zaini pour Preman
  - Riri Riza pour Paranoia

### Meilleure actrice
- Arawinda Kirana pour le rôle de Yuni dans Yuni
  - Hana Prinantina Malasan pour le rôle de Bete dans Cinta Bete
  - Nirina Zubir pour le rôle de Dina dans Paranoia
  - Shenina Syawalita Cinnamon pour le rôle de Suryani dans Penyalin Cahaya
  - Wulan Guritno pour le rôle de Pinkan dans Jakarta vs Everybody

### Meilleur acteur
- Chicco Kurniawan dans le rôle de Amin dans Penyalin Cahaya
  - Deddy Mizwar dans le rôle de Aktor Sagala dans Sejuta Sayang Untuknya
  - Iqbaal Ramadhan pour le rôle de Ali dans Ali & Ratu Ratu Queens
  - Jefri Nichol pour le rôle de Dom dans Jakarta vs Everybody
  - Khiva Iskak pour le rôle de Sandi dans Preman
  - Reza Rahadian pour le rôle de Qais/Majnun dans Layla Majnun

### Meilleure actrice dans un second rôle
- Marissa Anita pour le rôle de Mia dans Ali & Ratu Ratu Queens
  - Asmara Abigail pour le rôle de Suci dans Yuni
  - Asri Welas pour le rôle de Biyah dans Ali & Ratu Ratu Queens
  - Dea Panendra pour le rôle de Anggun dans Penyalin Cahaya
  - Djenar Maesa Ayu pour le rôle de Mama Clara dans Cinta Bete

### Meilleur acteur dans un second rôle
- Jerome Kurnia dans le rôle de Tariq dans Penyalin Cahaya
  - Dimas Aditya pour le rôle de Damar dans Yuni
  - Giulio Parengkuan pour le rôle de Rama dans Penyalin Cahaya
  - Kiki Narendra pour le rôle de Pak Guru dans Preman
  - Muzakki Ramdhan pour le rôle de Pandu dans Preman

### Meilleur scénario original
- Henricus Pria et Wregas Bhanuteja pour Penyalin Cahaya
  - Gina S. Noer pour Ali & Ratu Ratu Queens
  - Kamila Andini et Prima Rusdi pour Yuni
  - Titien Wattimena et Lina Nurmalina pour Cinta Bete

### Meilleure adaptation
- Gea Rexy, Bagus Bramanti et Charles Gozali pour Sobat Ambyar
  - Alim Sudio pour Layla Majnun'
  - Lele Laila pour Asih 2'
  - M. Irfan Ramli pour Generasi 90an: Melankolia

### Meilleure photographie
- Gunar Nimpuno pour Penyalin Cahaya
  - Anggi Frisca pour Layla Majnun
  - Batara Goempar pour Ali & Ratu Ratu Queens
  - Roy Lolang pour Cinta Bete
  - Yudi Datau pour Nona

### Meilleur montage
- Ahmad Yuniardi pour Penyalin Cahaya
  - Aline Jusria pour Ali & Ratu Ratu Queens
  - Arifin Cu'unk et Panca Arka Ardiarja pour Jakarta vs Everybody
  - Cesa David Luckmansyah pour Yuni
  - Wawan I. Wibowo et Liliek Subagyo pour Cinta Bete

### Meilleurs effets visuels
- Bintang Adi Pradana pour Preman
  - Capluk pour Layla Majnun
  - Haris Reggy pour Asih 2
  - Keliek Wicaksono pour Generasi 90an: Melankolia
  - Nara Dipa pour Yuni
  - Rivai Chen pour Ali & Ratu Ratu Queens
  - Stefanus Binawan Utama pour Penyalin Cahaya

### Meilleur son
- Sutrisno et Satrio Budiono pour Penyalin Cahaya
  - Aria Prayogi pour Paranoia
  - Aria Prayogi et Suhadi pour Asih 2
  - Sutrisno et Wahyu Tri Purnomo pour Yuni
  - Yusuf Patawari, Wahyu Tri Purnomo et Pat O'Leary pour Ali & Ratu Ratu Queens

### Meilleure musique originale
- Yennu Ariendra pour Penyalin Cahaya
  - Andi Rianto pour Layla Majnun
  - Mar Galo et Ken Jenie pour Ali & Ratu Ratu Queens
  - Mar Galo et Ken Jenie pour Yuni
  - Thoersi Argeswara pour Cinta Bete

### Meilleure chanson originale
- Di Bawah Langit Raksasa dans Penyalin Cahaya - Mian Tiara
  - Never Look Back dans Ali & Ratu Ratu Queens - Bam Mastro
  - On My Own dans Ali & Ratu Ratu Queens - Iqbaal Ramadhan et Tarapti Ikhtiar Rinrin
  - Doa dans Cinta Bete - Oscar Lolang et Titien Wattimena
  - Hujan Bulan Juni dans Yuni - Umar Muslim

### Meilleurs costumes
- Fadillah Putri Yunidar pour Penyalin Cahaya
  - Aldie Harra pour Layla Majnun
  - Hemailla Gea Geriantiana pour Cinta Bete
  - Hagai Pakan pour Yuni
  - Karin Wijaya pour Ali & Ratu Ratu Queens
  - Rinaldi Fikri pour A Perfect Fit

### Meilleurs décors
- Dita Gambiro pour Penyalin Cahaya
  - Budi Riyanto Karung pour Yuni
  - Eros Eflin et Roxy Martinez pour Ali & Ratu Ratu Queens
  - Okie Yoga Pratama pour Cinta Bete (id)
  - Tepan Kobain et Angga Prasetyo pour Layla Majnun

### Meilleurs maquillages et coiffures
- Novie Ariyanti pour Preman
  - Astrid Sambudiono pour Penyalin Cahaya
  - Eba Sheba pour Yuni
  - Maria Margaretha Earlane pour Asih 2
  - Marshya D. Martha pour Ali & Ratu Ratu Queens
  - Rinie May & Cherry Wirawan pour Layla Majnun

### Meilleur court métrage de fiction
- Laut Memanggilku de Tumpal Tampubolon produit par Mandy Marahimin
  - Dear to Me de Monica Vanesa Tedja produit par Astrid Saerong et Felix Schwegler
  - Kisah Cinta Dari Barat de M. Reza Fahriyansyah
  - Lika Liku Laki de Khozy Rizal produit par John Badalu, Bruno Smadja et Khozy Rizal
  - Sedina de Bertrand Valentino produit par Rangga Fadhil

### Meilleur court métrage documentaire
- Three Faces In The Land Of Sharia de Davi Abdullah produit par Masridho Rambey
  - Different Touch In Batik de I Made Suniartika produit par Lila Rosanti
  - Love Birth Live de Mahatma Putra produit par Natasha May
  - Noken Rahim Kedua de Adi Sumunar produit par Yulika Anastasia Indrawati
  - Scene From The Unseen (Merupa) de Ari Aristo produit par Mandy Marahimin

### Meilleur film documentaire
- Invisible Hopes de Lamtiar Simongkir
  - Bara (The Flame) de Arfan Sabran produit par Gita Fara
  - Catharina Leimena: Show Must Go On produit par Patar Simatupang
  - Kemarin de Upie Guava produit par Dendi Reynaldo
  - Parherek (Penjaga Monyet) de Onny Kresnawan produit par Ria Novida Telaumbanua

### Meilleur film d'animation
- Nussa de Bony Wirasmono produit par Ricky "Sapoy" Manoppo et Anggia Kharisma
  - Adit Sopo Jarwo the Movie de Hanung Bramantyo et Eki N.F produit par Manoj Punjabi
  - Riki Rhino de Erwin Budiono produit par Lucki Lukman Hakim & Genesia Timotius

### Meilleur court métrage d'animation
- Ahasveros de Bobby Fernando produit par  Kemal Hasan, Salima Hakim et Yohanes Merci
  - Black Winter de Noviandra Santosa
  - Cipak Cipuk de Andra Fembriarto
  - Malam Jumawut 2 de Yudhatama produit par Amin Wibawa
  - Timeline de Dimas Surya produit par Indysky

### Récompenses spéciales

#### Meilleure critique de film
- Going Gaga Kejahanaman: Martabat dan Pandangan Dunia Perempuan Tanah Jahanam de Kukuh Yudha Karnanta pour FIB UNAIR
  - Ali & Ratu Ratu Queens: Keluarga Nuklir dan Jejak "American Dreams" (non tulisan) de Aulia Adam pour Tirto.id
  - Asih 2: Cermin Horor Kontemporer de Miftachul Arifin et Agustinus Dwi Nugroho pour Montasefilm
  - Dear to Me: Seperti Rusa, Rindu Harus Dibayar Duka de Adrian Jonathan Pasaribu pour Cinema Poetica
  - X&Y: Hiruk Pikuk Film Vertikal de Julita Pratiwi pour Cinema Poetica

#### Prix d'honneur
- Jajang C. Noer

#### Film préféré du public
- Ali & Ratu Ratu Queens

#### Actrice préférée du public
- Prilly Latuconsina

#### Acteur préféré du public
- Angga Yunanda

## Statistiques

### Nominations multiples
- 17: Penyalin Cahaya
- 16: Ali & Ratu Ratu Queens
- 14: Yuni
- 10: Cinta Bete
- 8: Layla Majnun
- 7: Preman
- 4: Asih 2, Paranoia
- 3: Jakarta vs Everybody
- 2: Bidadari Mencari Sayap, Generasi 90an: Melankolia

### Récompenses multiples
- 12 :	Penyalin Cahaya
- 2 : Preman, Ali & Ratu Ratu Queens